# 2019년 세계 아마추어 복싱 선수권 대회
틀:국제 복싱 대회 정보
2019년 세계 아마추어 복싱 선수권 대회는 러시아 소치에서 열릴 예정이다.
틀:세계 아마추어 복싱 선수권 대회